# Doralice
Doralice  è un nome proprio di persona italiano femminile.

## Varianti
- Ipocoristici: Dora

## Origine e diffusione

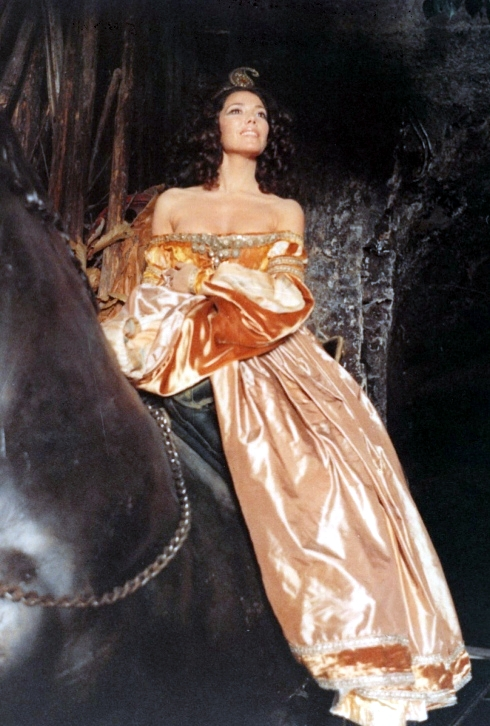
Grazia Maria Spina nel ruolo di Doralice in una rappresentazione dell'Orlando furioso nel 1975

È un nome di origine letteraria, probabilmente inventato dal Boiardo nell'Orlando innamorato e popolarizzato da Ariosto nell'Orlando Furioso; nei due poemi, Doralice è la figlia del re di Granada, di cui sono innamorati Rodomonte e Mandricardo. Il suo nome potrebbe essere stato basato sulle parole greche δῶρον (dôron, "dono") e λύκη (lýkē, "alba"), col significato complessivo di "dono dell'alba".
In alcuni casi, comunque, "Doralice" può anche costituire un composto di Dora e Alice.

## Onomastico
Il nome è adespota, poiché non sono esistite sante così chiamate. L'onomastico si può festeggiare il 1º novembre, in occasione di Ognissanti.

## Personaggi letterari
- Doralice è uno dei personaggi dell'Orlando innamorato di Matteo Maria Boiardo e dell'Orlando Furioso di Ludovico Ariosto.
- Doralice è un personaggio dell'opera di Ruzante Anconitana.
- Doralice è un personaggio dell'opera di John Dryden Marriage A-la-Mode.
- Doralice è un personaggio dell'opera di Antonio Salieri Il ricco d'un giorno.
- Doralice è un personaggio dell'opera di Carlo Goldoni La famiglia dell'antiquario.
- Doralice è la protagonista dell'omonima opera di Saverio Mercadante.